# 184-es busz (Budapest)
A budapesti 184-es jelzésű autóbusz Kőbánya-Kispest és Pestszentimre, Benjámin utca között közlekedik. A járatot az ArrivaBus Kft. üzemelteti. Összehangolt menetrend szerint jár a munkanapokon közlekedő 284E jelzésű expresszjárattal, valamint a hasonló útvonalon haladó 182-es busszal.
A vonalon munkanapokon este 20 óra után, valamint hétvégén és ünnepnapokon elsőajtós felszállási rend van érvényben.

## Története
2007. szeptember 3-án a 82-es buszt 184-esre, a 182-est 284E-re, a 82A-t 182-esre, a 182A-t 282E-re változtatták és változatlan útvonalon közlekedtek tovább.
2008. december 28-ától a KöKi Terminál bevásárlóközpont építési munkálatai miatt megszűnt a Kőbánya-Kispestnél lévő autóbusz-végállomás, helyette a buszok a korábbi P+R parkoló helyén kialakított ideiglenes végállomásra érkeztek. 2011. június 21. és október 3. között, az M3-as metró Kőbánya-Kispest állomásának átépítése miatt a metróra való közvetlen átszállás érdekében, a Határ útig meghosszabbított útvonalon közlekedett. Az új autóbusz-végállomás elkészültével, október 4-étől ismét csak Kőbánya-Kispestig közlekedik.
2021. július 24-étől hétvégente és ünnepnapokon, valamint 2024. január 19-étől munkanapokon este 20 óra után csak az első ajtónál lehet felszállni, ahol a járművezető ellenőrzi az utazási jogosultságot.

## Járművek
2015 novemberéig a BKV Ikarus 260-as, Ikarus 263-as, Ikarus 412-es, Van Hool A300 és Van Hool A330 CNG típusú autóbuszai közlekedtek a vonalon. November 2-ától a viszonylaton a VT-Arriva (mai nevén ArrivaBus) MAN Lion’s City típusú autóbuszai közlekednek.

## Útvonala
| Pestszentimre, Benjámin utca felé |
| Kőbánya-Kispest M vá. – Vak Bottyán utca – Derkovits Gyula utca – Nefelejcs utca – Ráday Gedeon utca – Haladás utca – Petőfi utca – Gilice tér – Péterhalmi út – Kettős-Körös utca – Lőrinci út – Kisfaludy utca – Pestszentimre, Benjámin utca vá.                         |
| Kőbánya-Kispest felé |
| Pestszentimre, Benjámin utca vá. – Kisfaludy utca – Lőrinci út – Kettős-Körös utca – Péterhalmi út – Gilice tér – Petőfi utca – Haladás utca – Bessenyei György utca – Ráday Gedeon utca – Nefelejcs utca – Derkovits Gyula utca – Vak Bottyán utca – Kőbánya-Kispest M vá. |

## Megállóhelyei
Az átszállási kapcsolatok között a Kőbánya-Kispest és Varjú utca között azonos útvonalon közlekedő 182A busz nincsen feltüntetve.
| 0  | Kőbánya-Kispest M végállomás                       | 24 | 68, 85, 85E, 93, 93A, 98, 98E, 132E, 136, 148, 151, 182, 193E, 200E, 202E, 282E, 284E 575, 576, 577, 578, 580, 581 S21 S36 G43 S50 G50 Z50 IC, sebesvonat, gyorsvonat, expresszvonat P+R (KöKi Terminál) P+R (Kőbánya-Kispest) |
| 2  | Wesselényi utca                                    | 21 | 182 |
| 3  | Bocskai utca                                       | 20 | 182 |
| 4  | Csillag utca                                       | 19 | 182 |
| 5  | Hőerőmű                                            | 18 | 182 |
| 6  | Tinódi utca                                        | 18 | 182 |
| 7  | Lakatos úti lakótelep                              | 17 | 36, 182 |
| 7  | Mikszáth Kálmán utca                               | 16 | 182 |
| 8  | Csörötnek utca                                     | 15 | 182 |
| 9  | Thököly út                                         | 15 | 182 |
| 10 | Lőrinci temető                                     | 14 | 93, 93A, 182, 198, 217, 217E, 282E, 284E |
| 12 | Regény utca                                        | 13 | 93, 93A, 182, 183, 198, 217E, 236, 236A, 282E, 284E |
| 13 | Szarvas csárda tér                                 | 12 | 93, 93A, 182, 183, 198, 217, 217E, 236, 236A, 282E, 284E 50 577 |
| 13 | Wlassics Gyula utca                                | 11 | 182, 183, 198, 282E, 284E |
| 14 | Dobozi utca                                        | 11 | 182, 183, 198, 282E, 284E |
| 15 | Varjú utca                                         | 10 | 182, 183, 198, 282E, 284E |
| 16 | Obszervatórium                                     | 9  | 284E |
| 18 | Péterhalmi út                                      | 7  | 284E |
| 18 | Kettős-Körös utca                                  | 5  | 284E |
| 20 | Szálfa utca                                        | 4  | 284E |
| 20 | Törvény utca                                       | 4  | 284E |
| 21 | Vezér utca                                         | 3  | 284E |
| 22 | Kisfaludy utca (↓) Kisfaludy utca (Nemes utca) (↑) | 2  | 84E, 166, 254E, 255E, 266, 284E |
| 23 | Szigeti Kálmán utca                                | 1  | 84E, 284E |
| 24 | Kapocs utca                                        | 0  | 84E, 284E |
| 25 | Pestszentimre, Benjámin utca végállomás            | 0  | 284E |